# 17929 Sully
17929 Sully este o planetă minoră (asteroid), cu un diametru de 5,433 km, din centura de asteroizi. A fost descoperită pe 15 aprilie 1999 la Experimental Test Site⁠(d) de Lincoln Near-Earth Asteroid Research. 
Obiectul prezintă o orbită caracterizată de o semiaxă mare de 2,5474312 UAi, o excentricitate de 0,17, o înclinație de 15,44005 ° în raport cu ecliptica.